# 24 Horas de Le Mans de 1931
As 24 Horas de Le Mans de 1931 foi o 9º grande prêmio automobilístico das 24 Horas de Le Mans, tendo acontecido nos dias 13 e 14 de junho 1931 em Le Mans, França no autódromo francês, Circuit de la Sarthe.

## Resultados Finais
| Pos    | Class | Nº | Equipe                        | Pilotos                                | Chassis                       | Motor                              | Voltas |
| ------ | ----- | -- | ----------------------------- | -------------------------------------- | ----------------------------- | ---------------------------------- | ------ |
| 1      | 3.0   | 16 | Lord Howe                     | Lord Howe Sir Henry Birkin             | Alfa Romeo 8C 2300 LM         | Alfa Romeo 2.3L Supercharged I8    | 184    |
| 2      | 8.0   | 1  | Boris Ivanowski               | Boris Ivanowski Henri Stoffel          | Mercedes-Benz SSK             | Mercedes-Benz 7.1L Supercharged I6 | 177    |
| 3      | 3.0   | 11 | Arthur W. Fox Charles Nicholl | Tim Rose-Richards Owen Saunders-Davies | Talbot AV105                  | Talbot 3.0L I6                     | 173    |
| 4      | 5.0   | 9  | Henri Trébort                 | Henri Trébort Louis Balart             | La Lorraine-Dietrich B3-6     | La Lorraine 3.4L I6                | 150    |
| 5      | 1.5   | 25 | Aston Martin                  | A.C. Bertelli Maurice Harvey           | Aston Martin 1½ International | Aston Martin 1.5L I4               | 139    |
| 6      | 1.1   | 29 | Yves Giraud-Cabantous         | Just-Emile Vernet Fernand Vallon       | Caban Spéciale                | Ruby 1.1L I4                       | 128    |
| 7 DSQ  | 750   | 31 | Francis Samuelson             | F.H.B. Samuelson Freddy Kindell        | MG C-type Midget              | MG 0.7L Supercharged I4            | ?      |
| 8 DSQ  | 1.1   | 27 | M. de Ricou                   | Gustave Duverne Robert Girod           | B.N.C.                        | B.N.C. 1.1L I4                     | ?      |
| 9 DSQ  | 1.5   | 22 | Mme. Marguerite Mareuse       | Marguerite Mareuse Odette Siko         | Bugatti Type 40               | Bugatti 1.5L I4                    | ?      |
| 10 DNF | 3.0   | 10 | Arthur W. Fox Charles Nicholl | Brian E. Lewis Johnny Hindmarsh        | Talbot AV105                  | Talbot 3.0L I6                     | 132    |
| 11 DNF | 1.5   | 26 | Aston Martin                  | Sammy Newsome Kenneth Peacock          | Aston Martin 1½ International | Aston Martin 1.5L I4               | 126    |
| 12 DNF | 1.5   | 24 | Aston Martin                  | Humphrey W. Cook Jack Bezzant          | Aston Martin 1½ International | Aston Martin 1.5L I4               | 111    |
| 13 DNF | 3.0   | 14 | Soc. Anon. Alfa Romeo         | Goffredo Zehender Attilio Marinoni     | Alfa Romeo 8C 2300            | Alfa Romeo 2.3L I8                 | 99     |
| 14 DNF | 1.5   | 23 | Jean Sébilleau                | Jean Sébilleau Georges Delaroche       | Bugatti Type 40               | Bugatti 1.5L I4                    | 96     |
| 15 DNF | 3.0   | 12 | Richard Ormonde Shuttleworth  | Peter Hope-Johnson Jack H. Barlett     | Arrol-Aster                   | Arrol-Aster 2.4L I6                | 95     |
| 16 DNF | 1.1   | 28 | Yves Giraud-Cabantous         | Roger Labric Yves Giraud-Cabantous     | Caban Spéciale                | Caban 1.1L I4                      | 89     |
| 17 DNF | 1.1   | 30 | Lombard                       | Charles Cherrier Camille Royer         | Lombard                       | Lombard 1.1L I4                    | 45     |
| 18 DNF | 750   | 32 | Hon. Mrs. Chetwynd            | Mrs. Chetwynd Mrs. H.H. Stisted        | MG C-type Midget              | MG 0.7L Supercharged I4            | 30     |
| 19 DNF | 5.0   | 7  | Anthony Bevan                 | Anthony Bevan Mike Couper              | Bentley 4½                    | Bentley 4.4L I4                    | 29     |
| 20 DNF | 5.0   | 5  | Equipe Bugatti                | Albert Divo Guy Bouriat                | Bugatti Type 50S              | Bugatti 5.0L Supercharged I8       | 26     |
| 21 DNF | 5.0   | 4  | Equipe Bugatti                | Achille Varzi Louis Chiron             | Bugatti Type 50S              | Bugatti 5.0L Supercharged I8       | 24     |
| 22 DNF | 3.0   | 19 | Antoione Schumann             | Pierre Louis-Dreyfus Mariette Delangle | Bugatti Type 43               | Bugatti 2.3L I8                    | 22     |
| 23 DNF | 5.0   | 6  | Equipe Bugatti                | Count Caberto Conelli Maurice Rost     | Bugatti Type 50S              | Bugatti 4.9L Supercharged I8       | 20     |
| 24 DNF | 8.0   | 3  | Éduoard Brisson               | Éduoard Brisson Joseph Cattaneo        | Stutz DV32                    | Stutz 5.3L Supercharged I8         | 19     |
| 25 DNF | 8.0   | 2  | Equipe sem nome               | Henri De Costier Raymond Lussan        | Chrysler Imperial             | Chrysler 6.3L I8                   | 18     |
| 26 DNF | 5.0   | 8  | Equipe sem nome               | Raymond Sommer Jean Delemer            | Chrysler 80                   | Chrysler 4.6L I6                   | 14     |

Legenda :DNQ = Não largou - DNF = Abandono - NC = Não classificado - DSQ= Desqualificado